# Vena jugularis externa
Vena jugularis externa er en overfladenær (superficiel) vene på halsen, som dannes ved sammenløbet af vener fra kinden og baghovedet. Sammenløbet sker inde i ørespytkirtlen, på niveau med angulus mandibulae på underkæben.

## Struktur
Venen begynder i glandula parotis' væv, ved sammenløb af ramus posterior vena retromandibularis og v. auricularis posterior omkring angulus mandibulae. Herfra løber den direkte nedad siden af nakken, hvor den krydser henover musculus sternocleidomastoideus, hvor den på mennesker er synlig igennem huden. Efter at have krydset musklen, løber venen langs med dennes posteriore kant indtil kravebenet, hvor den perforerer brysthulens fascie og udmunder i vena subclavia.
Under meget af dens forløb i nakken er den dækket kun af platysma og hud. Den krydses ved dens udspring af nervus auricularis magnus og ved midten af dens forløb af nervus transversus colli samt nervi supraclaviculares.

### Klapper
Vena jugularis externa er forsynet med to klapper, en ved dens udmunding i vena subclavia, og en mere et par centimeter over kravebenet.